# Лаборатории Белла
Лаборатории Белла (Bell Laboratories, известна также как Bell Labs, прежние названия — AT&T Bell Laboratories, Bell Telephone Laboratories) — бывшая американская, а ныне финско-американская корпорация, крупный исследовательский центр в области телекоммуникаций, электронных и компьютерных систем. Штаб-квартира Bell Labs расположена в Мюррей-Хилл (Нью-Джерси, США).

## История компании
В 1883 компания AT&T основала в Бостоне машиностроительное отделение (англ. Mechanical Department); позднее оно было переименовано в конструкторский отдел (англ. Engineering Department). С 1898 года компания располагалась в Здании лабораторий Белла по адресу 463 West Street в Нью-Йорке. В 1907 году исследовательские команды Western Electric и AT&T были объединены в Western Electric Engineering Department (Нью-Йорк), который слился с инженерным отделом AT&T 1 января 1925, образовав исследовательский центр под названием Bell Telephone Laboratories, Inc.
30 сентября 1996 года от AT&T была отделена Lucent Technologies, куда входила Bell Labs и Western Electric.
В 2002 из Bell Labs уволен физик Ян Хендрик Шён, после того как был уличён в фальсификации множества исследований начала 2000-х. Это был первый подобный факт в истории компании.
В 2003 в Мюррей-Хилл основана Лаборатория нанотехнологий Нью-Джерси.
1 декабря 2006 года Lucent Technologies в результате слияния с французской компанией Alcatel преобразовалась в Alcatel-Lucent. Bell Labs стала исследовательским центром корпорации Alcatel-Lucent.
В 2008 году объявлено о сворачивании фундаментальных научных исследований в области материаловедения и физики полупроводников. Вместо этого деятельность исследовательского центра сконцентрируется на технологиях, представляющих для материнской компании Alcatel-Lucent наибольший коммерческий интерес.
В 2016 году, в результате покупки Alcatel-Lucent, компания Bell Labs перешла под контроль финской компании Nokia.

## Открытия и разработки
За годы своей деятельности компания разработала множество революционных технологий, включая радиоастрономию, транзистор, лазер, кварцевые часы, теорию информации, операционную систему UNIX и языки программирования C, C++. Ученые Bell Labs были удостоены семи Нобелевских премий:
- 1937 — Клинтон Джозеф Дэвиссон разделил премию по физике с Джорджем Томсоном «за экспериментальное открытие дифракции электронов на кристаллах», что было первым экспериментальным доказательством волновой природы материи. Эта фундаментальная работа нашла применение в современной твердотельной электронике.
- 1956 — Джон Бардин, Уильям Брэдфорд Шокли и Уолтер Хаузер Браттейн были удостоены Нобелевской премии за изобретение транзистора в 1947 году.
- 1977 — Филип Уоррен Андерсон получил премию совместно с Невиллом Фрэнсисом Моттом и Джоном Хазбруком Ван Флеком «за фундаментальные теоретические исследования электронной структуры магнитных и неупорядоченных систем».
- 1978 — Арно Аллан Пензиас и Роберт Вудро Вильсон получили половину Нобелевской премии за открытие космического микроволнового фонового излучения, существование которого было предсказано ранее в рамках теории «Большого взрыва». Вторая половина премии вручена Петру Леонидовичу Капице.
- 1997 — Стивен Чу удостоен премии по физике совместно с Клодом Коэном-Таннуджи и Уильямом Дэниелом Филипсом «за создание методов охлаждения и улавливания атомов лазерным лучом».
- 1998 — Хорст Людвиг Штермер, Роберт Беттс Лафлин и Дэниел Чи Цуи получили премию за открытие и объяснение дробного квантового эффекта Холла.
- 2009 — Уиллард Бойл и Джордж Элвуд Смит были удостоены половины премии по физике «за разработку оптических полупроводниковых сенсоров — ПЗС-матриц».

### 1930-е годы
- В 1933 Карл Янский обнаружил радиоволны, идущие из центра галактики — основание радиоастрономии.

### 1940-е годы
- В 1947 учёные Джон Бардин, Уильям Брэдфорд Шокли и Уолтер Хаузер Браттейн изобрели транзистор — основной элемент микроэлектроники (Нобелевская премия по физике 1956 года).
- В 1948 Клод Шеннон опубликовал статью «Математическая теория связи» (англ. A Mathematical Theory of Communication), одну из основополагающих работ в теории информации.

### 1950-е годы
- В 1950 Тил (Gordon K. Teal) и Литтл (J.B. Little) использовали метод Чохральского для выращивания монокристаллов германия высокой чистоты, положив тем самым начало промышленного производства полупроводниковых кристаллов.
- В 1954 созданы первые практичные фотоэлементы.

### 1960-е годы
- В 1965 Арно Пензиас и Роберт Вильсон открыли реликтовое излучение (Нобелевская премия по физике 1978 года).
- В 1969 Уиллард Бойл и Джордж Смит изобрели прибор с зарядовой связью (Нобелевская премия по физике 2009 года).

### 1970-е годы
- В 1970-х Деннис Ритчи и Кен Томпсон разработали первые версии операционной системы UNIX и языка Си.

### 1980-е годы
- 1981—1983 — Джонатан Тёрнер разработал систему быстрой коммутации пакетов для совместной передачи речи и данных.
- В 1980-х Бьёрн Страуструп разрабатывал язык C++.
- С конца 1980-х — начала 1990-х разрабатывается перспективная экспериментальная операционная система Plan 9.

### 1990-е годы
- В 1990 разработан язык программирования AMPL.

### 2000-е годы
В 2000 были разработаны прототипы ДНК-машин. Предложен алгоритм прогрессивного сжатия геометрии, давший толчок к широкому распространению передачи трёхмерных изображений. Составлена большая космическая карта тёмной материи.